# Volodymyr Ščerbyckyj
Volodymyr Ščerbyckyj (ukrajinsky: Володимир Щербицький; 17. února 1918, Verchňodniprovsk – 16. února 1990, Kyjev) byl ukrajinský a sovětský komunistický politik. Takřka dvě desetiletí byl nejmocnějším mužem sovětské Ukrajiny. V letech 1972 až 1989 první tajemník Komunistické strany Ukrajiny, ve dvou obdobích premiér Ukrajiny (1961–1963, 1965–1972). Blízký spojenec Leonida Brežněva, představitel neostalinisitických tendencí, který držel moc až do konce perestrojky a účinně blokoval gorbačovovské reformy, takže ukrajinský režim patřil až do pádu SSSR k nejtužším v jeho rámci. Podílel se na rusifikaci Ukrajiny. Tlačil na překotný rozvoj jaderné energetiky na Ukrajině, což byla jedna z příčin černobylské katastrofy. K moci se dostal roku 1972 po odstavení reformátora Petra Šelesta, odvolán byl v roce 1989 uprostřed rozsáhlých protestů proti jeho vládě.

## Život
Od roku 1931 byl členem Komsomolu. V roce 1941 absolvoval Dněpropetrovský chemicko-technologický institut, ve stejném roce se stal členem Komunistické strany Sovětského svazu. Během druhé světové války se jako velitel chemické jednotky 34. pěšího pluku 473. pěší divize Rudé armády zúčastnil britsko-sovětské invaze do Íránu. V prosinci 1945 odešel z armády v hodnosti kapitána.
Po válce pracoval jako inženýr v Dněprodzeržynsku (nyní Kamjanske). V roce 1948 byl jmenován druhým tajemníkem městského výboru komunistické strany v Dněprodzerynsku. V listopadu 1955 vystřídal Brežněva ve funkci oblastního stranického šéfa. V prosinci 1957 byl jmenován tajemníkem Ústředního výboru Komunistické strany Ukrajiny. V únoru 1961 byl jmenován předsedou ukrajinské Rady ministrů (vlády), což byla druhá nejvyšší funkce na Ukrajině. Odvolán byl v červnu 1963, těsně poté, co byl Petro Šelest jmenován prvním tajemníkem Komunistické strany Ukrajiny. 16. října 1965, poté, co Brežněv dosáhl nejvyšší funkce generálního tajemníka Komunistické strany Sovětského svazu, byl Ščerbyckyj vrácen na svou původní pozici v čele ukrajinské vlády.
V květnu 1972 byl Šelest odvolán v rámci širšího útoku ústřední sovětské vlády na národně smýšlející ukrajinskou inteligenci, který začal v lednu. Ščerbyckyj zaujal jeho místo. Získal tak nejvyšší politickou funkci v Ukrajinské SSR. Zatímco Šelest prosazoval větší autonomii Ukrajiny na Moskvě, Ščerbyckyj byl neochvějně proruský a loajální k Brežněvovi. Po uchopení moci zahájil rozsáhlé čistky, vyhozeno bylo asi 5 procent členů KS Ukrajiny. Postižena byla též řada ukrajinských intelektuálů. Vjačeslav Čornovil, Ivan Svitlyčnyj a Jevhen Sverstjuk byli zatčeni. Později byl zatčen i Ivan Dziuba. Také věznění v psychiatrických léčebnách se stalo novou metodou politické represe. Čistka vedla k nárůstu radikalismu a nacionalismu v disidentském hnutí, prvně se objevily úvahy o nutném budoucím oddělení Ukrajiny od Ruska. Čistky pokračovaly po celá 70. léta, přenesly se do akademické obce a filmařské komunity. Historici Cambridgeské univerzity Karen Dawishaová a Bruce Parrott označili Ščerbyckého vládu za "nejzkorumpovanější a nejkonzervativnější" mezi vládami všech sovětských republik.
Za "nejhoršího nepřítele ukrajinského lidu" označil Ščerbyckyj "ukrajinský buržoazní nacionalismus a mezinárodní sionismus".  Výuka ukrajinštiny na školách byla značně omezena a on sám na veřejných akcích mluvil výhradně rusky, zatímco jeho předchůdce užíval ukrajinštiny. Za jeho vlády vyšlo v ukrajinštině méně knih než za vlády Stalina, který byl jinak znám likvidací ukrajinské inteligence a masivní rusifikací.

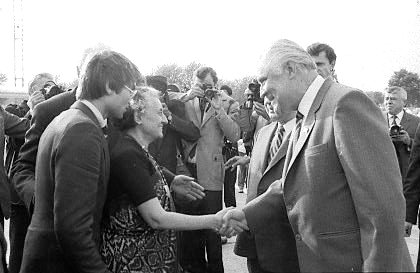
S Indírou Gándhíovou v Kyjevě roku 1982

Po nástupu Michaila Gorbačova do čela KSSS se očekával Ščerbyckého rychlý pád. Ač Gorbačov postupně čistil jeho okolí, na samotného Ščerbyckého si dlouho netroufal, ačkoli jeho nenávist ke Gorbačovovy byla neskrývaná a znám je jeho výrok "Který durak vymyslel slovo perestrojka?" (slovo "durak" lze překládat různě, i velmi vulgárně). Po černobylské havárii se Ščerbyckyj snažil popírat, že hrozí jakékoli zdravotní riziko. Proto také 1. května 1986, pár dní po havárii, uspořádal v Kyjevě tradiční průvod, přičemž tlačil na své podřízené, aby do průvodu dostali maximální množství lidí ("Svou stranickou legitimaci mi položíte na stůl, pokud průvod zpackáte," řekl jim). Demonstrativně vzal na akci i vlastního vnuka Voloďu. Tento postup ale jen snížil jeho popularitu. Tu podkopával i neustále se zhoršující stav ukrajinské ekonomiky, zejména v průmyslovém regionu Donbas na východě země.
V roce 1988 začaly protesty proti jeho vládě v západoukrajinském městě Lvov. V červenci 1989 začala série stávek horníků na Donbasu. Ščerbyckého vláda odpověděla diskreditací stávek ve státních médiích a zlehčováním jejich významu. S rostoucí intenzitou stávek rostly i jejich požadavky, stále větší počet horníků požadoval nezávislost Ukrajiny a rezignaci Ščerbyckého. V září 1989 bylo Čornovilem založeno Lidové hnutí Ukrajiny (Народний Рух України), inspirované litevským Sąjūdisem, a získávalo dalekosáhlou podporu. 20. září 1989 Ščerbyckyj ztratil členství v politbyru Komunistické strany Sovětského svazu, v rámci čistky konzervativních členů, kterou prosadil Gorbačov. O osm dní později, po osobní intervenci Gorbačova, byl odvolán i z funkce prvního tajemníka Komunistické strany Ukrajiny a byl nahrazen Vladimirem Ivaškem, který zaujal smířlivější postoj k rostoucím protestům. Jeho odvolání však nestačilo k zastavení rychle rostoucí nespokojenosti se sovětským systémem na Ukrajině.
Ščerbyskij zemřel den předtím, než měl také svědčit v Nejvyšším sovětu Ukrajinské SSR o událostech souvisejících s černobylskou katastrofou. Ačkoli oficiální verze tvrdí, že příčinou smrti byl zápal plic, spekulovalo se též o sebevraždě. Jeho jediný syn Valerij zemřel rok poté na následky alkoholismu a drogové závislosti.
V éře samostatné Ukrajiny se objevily i vládní pokusy obnovit úctu k bývalému vůdci Ukrajiny. Postupně ale převládly dekomunizační tendence. Ulice pojmenovaná po Ščerbyckém v Kamjansku byla v roce 2016 díky ukrajinským zákonům o dekomunizaci přejmenována na ulici Vjačeslava Čornovila. Ve stejném roce byla po Ščerbyckém pojmenovaná ulice v Dnipru přejmenována na ulici Oleny Blavatské. Na jeho rodném domě byla 18. ledna 2024 odstraněna jeho busta.